# Popcorn Time
Popcorn Time es una aplicación de código abierto, que sirve para la transmisión gratuita de películas y series por medio de una red peer to peer. La aplicación fue pensada como una alternativa a los servicios de transmisión de vídeos (video streaming) por suscripción, tales como Netflix, permitiendo la transmisión de contenidos en forma gratuita sin la autorización de las compañías propietarias de los derechos de autor de los mismos, directamente desde YTS u otros rastreadores de Torrent.[cita requerida]
La aplicación consiguió rápidamente, y de forma inesperada, atención positiva de algunos medios. Algunos lo compararon con Netflix, debido a su fácil utilización. Popcorn Time fue cancelado abruptamente el 14 de marzo de 2014 por sus desarrolladores originales, quienes dijeron que la batalla de copyright y piratería a la que se enfrentaban, no era una que quisieran pelear. El proyecto Popcorn Time fue posteriormente bifurcado en otros proyectos similares.[cita requerida]
El 5 de enero del 2022, una copia popular de Popcorn Time cerró debido a la falta de uso.

## Funcionalidad de la app
La interfaz de Popcorn Time presentaba las miniaturas y los títulos de una manera muy similar a las plataformas comerciales de pago. Estas podían ser buscadas, o navegadas por géneros y categorías. Cuando un usuario selecciona uno de los títulos, la película es transmitida a través de protocolo BitTorrent, es decir, a través del protocolo P2P (Peer to Peer) para poder transferir los datos de usuario a usuario. Como con otros clientes BitTorrent, Popcorn Time le envía el torrent de la película al usuario que quiere acceder a ella creándose así una nube BitTorrent.

## Legalidad
La legalidad de Popcorn Time no es clara; el sitio web de la aplicación afirma lo siguiente: «Popcorn Time transmite películas y programas de TV gratuitos desde torrents. Descargar material protegido por derechos de autor puede ser ilegal en su país. Úselo bajo su propio riesgo».

## Desarrollo
Popcorn Time originalmente fue desarrollado "en un par de semanas" por un grupo de Buenos Aires, Argentina quienes fueron elegidos por "Pochoclín" (derivado de "pochoclo", que es palomitas de maíz en la jerga argentina), que es su mascota. Ellos creyeron que la piratería era un "problema de servicio" creado por "una industria que representa a la innovación como una amenaza a su receta antigua para cobrar valor", y también argumentaron que a los proveedores de streaming se les estaba dando demasiadas restricciones y que se les estaban obligando a prestar servicio de forma inconsistente en algunos países, señalando que los proveedores de streaming en su Argentina natal "parecen creer que There's Something About Mary es una película reciente. Esa película sería suficientemente vieja como para votar aquí".
Hecho disponible para Linux, macOS, Android y Windows, el código fuente de Popcorn Time es alojado en GitHub como un proyecto de código abierto; los contribuyentes tradujeron la aplicación a 44 idiomas.

## Recepción en la popularidad
Popcorn Time se convirtió en un tema de principal de los medios por su facilidad de uso. La revista PC y las noticias CBS llamaron a Popcorn Time el Netflix de los piratas, y a la vez tomaron nota sobre sus evidentes ventajas sobre Netflix, tales como el tamaño de su biblioteca y las recientes selecciones disponibles. Caitlin Dewy del Washington Post mencionó que Popcorn Time puede haber sido un intento de hacer que el ecosistema básico de los torrents fueran más accesibles, dándole un aspecto limpio y moderno y una interfaz fácil de usar.

### Descontinuación
El 14 de marzo de 2014, el sitio web de Popcorn Time y su repositorio en GitHub se retiraron de forma abrupta. Los desarrolladores mencionaron que a pesar de la cobertura inesperadamente positiva que el programa atrajo, simplemente querían seguir adelante, y que "nuestro experimento nos ha puesto a la puerta de interminables debates sobre la piratería y los derechos de autor, amenazas legales y maquinaria de la sombra que nos hace sentir en peligro por hacer lo que amamos, y esa no es una batalla de la que queremos hacer parte".
Los desarrolladores mencionaron que la mayoría de sus usuarios están fuera de Estados Unidos, y que "fue instalado en todos y cada uno de los países del planeta. Incluso los dos países sin acceso a Internet", por los usuarios que "corren el riesgo de tener multas, juicios y cualquier consecuencia que pueda, solo para ser capaz de ver una película reciente que apenas esté en cartelera. Solo para obtener el tipo de experiencia que se merecen". También elogiaron a los medios de comunicación por no enemistarse con ellos en su cobertura a Popcorn Time, y de acuerdo con sus puntos de vista de que la industria del cine fue en contra del consumidor y demasiado restrictiva en cuanto a la innovación.

## Legado
Después que los desarrolladores originales interrumpieran el desarrollo del programa, el código fuente y el desarrollo ha sido continuado de forma independiente por otros individuos. Estos grupos continuaron usando el nombre de "Popcorn Time", pero además del nombre, no están asociados con los desarrolladores de la aplicación original. 

### PopcornTime.io
Popcorntime.io fue una bifurcación de código abierto del programa original. El código se basa directamente en el software original y el código fuente está disponible para su visualización y edición en GitHub, bajo la Licencia Pública General GNU. En octubre de 2015, PopcornTime.io fue cerrado de forma permanente, junto con el sitio YTS/YIFY. Desde el año 2020 se confirma el regreso de YTS y, con él, esta versión de la aplicación se distribuía a través de popcorntime.app hasta que el sitio fue dado de baja debido a una demanda. Actualmente, se pueden encontrar instrucciones e información de su descarga en el subreddit PopCornTimeApp.

### Popcorn-Time.to
Esta bifurcación de Popcorn Time fue lanzada originalmente bajo el dominio web time4popcorn.eu. El 9 de octubre de 2014, el dominio fue suspendido por Eurid, como resultado de una investigación judicial en contra de time4popcorn.eu. El programa dejó temporalmente de funcionar, pero el sitio web se ha actualizado bajo el dominio getpopcorntime.is Esta bifurcación se convirtió en la más popular versión de Popcorn Time después del cierre de PopcornTime.io en octubre de 2015. El 5 de enero del 2022 cierran su sitio web definitivamente debido a que según su creador “la gente ya no necesita a Popcorn Time”